# Martinsicuro
Martinsicuro là một đô thị và thị xã của Ý. Đô thị này thuộc tỉnh Teramo trong vùng Abruzzo. Martinsicuro có diện tích 14 km2, dân số theo ước tính năm 2005 của Viện thống kê quốc gia Ý là 15.047 người. 
Các đơn vị dân cư:
Đô thị Martinsicuro giáp với các đô thị: